# Кизилсенгір (Ордабасинський район)
Кизилсенгі́р (каз. Қызылсеңгір) — село у складі Ордабасинського району Туркестанської області Казахстану. Входить до складу Кажимуканського сільського округу.
До 2007 року село називалось Соцкогам.
Населення — 288 осіб (2021; 296 у 2009, 365 у 1999, 243 у 1989).